# Kimberley Mickle
Kimberley (Kim) Mickle (Subiaco, 28 december 1984) is een Australische atlete, die zich heeft toegelegd op het speerwerpen. Zij werd in 2001 wereldkampioene bij de B-junioren en is veelvoudig Australisch kampioene in haar specialiteit. Ze nam eenmaal deel aan de Olympische Spelen, maar haalde bij die gelegenheid de finale niet.

## Biografie

### Wereldkampioene B-junioren
Mickle plaatste zichzelf voor het eerst in de internationale schijnwerpers in 2001, toen zij in het Hongaarse Debrecen bij de junioren tot en met zeventien jaar de wereldtitel veroverde. Een jaar later werd zij bij de wereldkampioenschappen voor junioren in Kingston, Jamaica, negende.

### Australisch kampioene sinds 2005
Het duurde daarna even voordat Kimberley Mickle zich bij de senioren in de voorste gelederen wist te manifesteren, maar vanaf 2005 werd zij in eigen land, met uitzondering van 2008, bij het speerwerpen onafgebroken nationaal kampioene. Bovendien wierp zij zich in 2006 op de Gemenebestspelen in Melbourne naar een vierde plaats met 58,18 m. De Zuid-Afrikaanse Sunette Viljoen won daar met 60,72.
Op het eerste mondiale seniorentoernooi waaraan zij deelnam, de wereldkampioenschappen van 2009 in Berlijn, wist Mickle zich met een tegenvallende 57,46 niet te kwalificeren voor de finale. Twee jaar later, op de WK in Daegu lukte haar dit met een worp van 60,50 echter wel en werd zij in de finale met 61,96 uiteindelijk zesde. Jaren later werd die prestatie zelfs opgewaardeerd naar een vijfde plaats, omdat in 2016 na hertests was vastgesteld, dat de winnende Russin Maria Abakoemova de dopingregels had overtreden en als gevolg daarvan met terugwerkende kracht uit de uitslag werd geschrapt.

### Zilver op WK 2013
Bij de Olympische Spelen van 2012 in Londen kon de Australische de opwaartse lijn van voorgaande jaren niet doortrekken en struikelde zij opnieuw in de kwalificatie. Een jaar later, op de WK in Moskou, kwamen alle in de afgelopen jaren opgedane ervaringen echter samen en wierp Kimberley Mickle zich met een recordworp van 66,60 naar een tweede plaats achter de Duitse Christina Obergföll, die met haar 69,05 buiten ieders bereik bleef. Met haar 66,60 is zij bovendien nog maar 20 cm verwijderd van het nationale record van Louise Currey, die in 2000 tot 66,80 kwam.

## Titels
- Gemenebestkampioene speerwerpen - 2014
- Australisch kampioene speerwerpen – 2005, 2006, 2007, 2009, 2010, 2011, 2012, 2013, 2014
- Wereldkampioene B-junioren speerwerpen – 2001

## Persoonlijk record
| Onderdeel   | Prestatie       | Datum         | Plaats    |
| ----------- | --------------- | ------------- | --------- |
| speerwerpen | 66,83 m (ex-AR) | 22 maart 2014 | Melbourne |

## Palmares

### speerwerpen
Kampioenschappen
- 2001:  WK voor B-junioren te Debrecen – 51,83 m
- 2002: 9e WJK te Kingston (Jam.) – 50,01 m
- 2005:  Australische kamp. – 55,91 m
- 2006:  Australische kamp. – 58,56 m
- 2006: 4e Gemenebestspelen – 58,18 m
- 2006: 5e IAAF Wereldbeker – 58,52
- 2007:  Australische kamp. – 57,24 m
- 2008:  Australische kamp. – 55,78 m
- 2009:  Australische kamp. – 60,69 m
- 2009: 6e in kwal. WK – 57,46 m
- 2009: 6e Wereldatletiekfinale – 57,57 m
- 2010:  Australische kamp. – 60,66 m
- 2010:  Bank Continental Cup – 61,36 m
- 2010:  Gemenebestspelen – 60,90 m
- 2011:  Australische kamp. – 59,39 m
- 2011: 5e WK – 61,96 m (na DQ van Maria Abakoemova)
- 2012:  Australische kamp. – 61,70 m
- 2012: 9e in kwal. OS – 59,23 m
- 2013:  Australische kamp. – 62,26 m
- 2013:  WK – 66,60 m
- 2014:  Gemenebestspelen - 65,96 m

Diamond League-podiumplaatsen
- 2013:  Adidas Grand Prix - 63,93 m
- 2013:  Prefontaine Classic - 63,80 m
- 2013:  Meeting Areva - 64,35 m
- 2013:  London Grand Prix – 63,05 m
- 2014:  Qatar Athletic Super Grand Prix – 65,36 m
- 2014:  Golden Gala – 63,05 m
- 2014:  Athletissima – 64,20 m
- 2014:  Herculis – 62,94 m